# Tuynhuys
De Tuynhuys es una de las residencias oficiales del presidente de Sudáfrica. Se encuentra ubicada en Ciudad del Cabo. Union Buildings, en Pretoria, también cumple la misma función.

## Historia
Los edificios que antecedieron a De Tuynhuys fueron un cobertizo levantado en los primeros años de la Colonia del Cabo, que a su vez fue sustituido por un albergue para alojar a los visitantes en 1682, cuando Simon van der Stel era gobernador. En 1710 el modesto inmueble se convirtió en una vivienda de dos plantas, y allí residirían la mayoría de gobernadores en los años posteriores.
Fue el arquitecto Louis Michel Thibault quien diseñó los planos de la nueva edificación, que para 1790 se utilizó como residencia veraniega del gobernador. Se dice que la mayoría de obreros que participaron en su construcción eran esclavos. Para el año 1824, De Tuyhuns se había vuelto inhabitable y al final del siglo XIX se consideró su demolición. Sin embargo, en 1947 alojó a la Familia Real Británica y para 1968 el arquitecto Gabriel Fagan realizó una nueva remodelación. 
El edificio ostenta el estilo Luis XVI, así como el neoclásico, barroco y elementos de la arquitectura representativa de las Indias Orientales Neerlandesas.